# Ato I de Foces
Ato I de Foces (també anomenat Atón, Atho, Atto o Hato) (en llatí: Atto de Focibus) (?-1244) va ser un cavaller i ric-home aragonès del llinatge dels Foces, senyor de Foces i senyor d'Alcàsser.

## Orígens familiars
Era fill d'Artal I de Foces

## Biografia
Va participar amb el rei Pere II d'Aragó en el Setge d'Al-Dāmūs. Va ser nomenat Majordom del Regne d'Aragó i va participar en la Segona revolta nobiliària contra Jaume I d'Aragó que esclatà a la mort de Pero d'Ahones del costat del rei. El 1229 va participar amb el rei Jaume I d'Aragó en la Croada contra Al-Mayûrqa i després en la Conquesta de València.

## Títols, càrrecs i successors
- A 5 de setembre del 1218: Atone de Focibus[1]

- A 29 de setembre del 1231: Ato de Focibus maiordomus Aragone[2]

- A 22 de març del 1233: Atto de Focibus, majordomus Aragonum[3]

| Ato I de Foces Llinatge de Foces Mort: 1244 |                                                                                |                                       |
| Títols                                      |                                                                                |                                       |
| Precedit per: Artal I de Foces (pare)       | Senyor de Foces (Llista de senyors de Foces) (?–?)                             | Succeït per: Eximen I de Foces (fill) |
| Càrrec de govern                            |                                                                                |                                       |
| Precedit per: Artal I de Luna               | Majordom del Regne d'Aragó (Llista de majordoms del regne d'Aragó) (1223–1233) | Succeït per: Blasco I d'Alagón        |